# 笹川萌
笹川 萌（ささがわ もえ、1995年5月19日 - ）は、神奈川県横浜市出身の女性野球選手、YouTuber。

## 経歴
小学2年生時に父や兄の影響を受け野球を始め少年野球チーム山手メイツ、中学生時は横浜ベースボールクラブサムライに所属。
横浜隼人高等学校に進学しポジションは投手。1・2年時に全国制覇を経験した。
横浜隼人高卒業後は埼玉の尚美学園大学に進学、大学時代には肩を故障し一塁手や指名打者も経験した。
その後は神奈川の軟式野球チームのINFANTS、2021年には 関西女子野球連盟 に所属するアメイジングに所属。
2019年7月に野球YouTuber向の投稿に初登場し向の野球チーム「ムコウズ」にも参加。2021年2月には勤めていた自動車機器メーカーを退社し、自身のYouTubeチャンネルを開設。

## 人物
趣味は野球観戦、ゴルフ（最高飛距離230ヤード）等。
肩を故障する前は球速120キロ以上は出ていたと言われており、メディアやYouTube等では最高120キロを誇る野球美女と呼ばれることもある。
50m走は6秒9、高校時代は最高遠投88mだった。
球種はスライダー、カーブ、チェンジアップ。
ムコウズでのチームメイトでYouTuberのめいちゅんとコラボすることが度々ある。2020年8月22日のムコウズ紅白戦では2打席連続空振り三振に仕留めている（めいちゅんはこの日3打席3三振）。

### 背番号
- 10 （INFANTS）
- 18 （ムコウズ）
- 11 （アメイジング）
- 1 （ムコウズ女子）

## 出演
テレビ番組
- ノブナカなんなん?（テレビ朝日、2021年4月10日）
- ジャンクスポーツ（フジテレビ、2021年6月14日、10月3日）

CM
- ジムビーム（サントリー、2021年1月 - ）[3]